# Alberite
Alberite település Spanyolországban, La Rioja autonóm közösségben. Alberite Albelda de Iregua, Clavijo, Lardero, Murillo de Río Leza, Villamediana de Iregua és Ribafrecha községekkel határos. Lakosainak száma 2674 fő (2024).

## Népesség
A település népessége az elmúlt években az alábbi módon változott:
| Lakosok száma | 2063 | 2239 | 2451 | 2668 | 2690 | 2562 | 2412 | 2422 | 2582 | 2674 |
|               | 2001 | 2004 | 2007 | 2009 | 2012 | 2014 | 2017 | 2019 | 2022 | 2024 |